# فرودگاه داخلی کاددهو
فرودگاه داخلی کاددهو (به انگلیسی: Kaadedhdhoo Domestic Airport) یک فرودگاه همگانی با کد یاتا KDM است که یک باند فرود قیر دارد و طول باند آن ۱۲۲۰ متر است. این فرودگاه در کشور مالدیو قرار دارد و در ارتفاع ۰٫۶ متری از سطح دریا واقع شده است.

## شرکت‌های هواپیمایی و مقصدهای پروازی
شرکت هواپیماییs offering scheduled passenger service:
| شرکت‌های هواپیمایی | مقصدهای پروازی          |
| ----------------- | ----------------------- |
| Maldivian         | گن، کادهو، ابراهیم نصیر |